# Toukoroba
Toukoroba es una localidad y comuna del círculo de Banamba, región de Kulikoró, Malí. Su población era de 12.793 habitantes en 2009.